# Aussi libre que moi
Aussi libre que moi est une chanson dont les paroles sont de Alana Filippi et Lionel Florence, interprétée par Calogero et provenant de l'album Calogero.
La chanson a été reprise par le chanteur Grégory Lemarchal.
CD 
1 Aussi libre que moi 4:25 
2 En apesanteur live 4:45 
Téléchargement 
1 Aussi libre que moi  (Version Radio) 3:43 
2 En apesanteur  (acoustique version) 3:25 
En 2010, un Best Of apparut en plus avec une version symphonique de 4 minutes et 0 seconde apparue sur le 2e disque de l'album.